# إنريكي سالغيرو
إنريكي سالغيرو (بالإسبانية: Enrique Salgueiro)‏ (و. 1981  م) هو راكب دراجة هوائية إسباني، ولد في ريدونديلا.

## روابط خارجية
- إنريكي سالغيرو على موقع الاتحاد الدولي للدراجات (الإنجليزية)
- إنريكي سالغيرو على موقع أرشيف الدراجات (الإنجليزية)
- إنريكي سالغيرو على موقع إحصائيات الدراجات الإحترافية (الإنجليزية)